# Алфа Конде
Алфа Конде (Alpha Condé; 4. март 1938), је био председник Гвинеје од 2010. до 2021, када је збачен војним ударом.

## Биографија
Рођен је 1938. године у месту Боке, западна Гвинеја, као припадник народа Мандинка. С петнаест година је отишао на школовање у Француску и тамо био члан више удружења гвинејских студената.
Кандидовао се на првим вишестраначким изборима у Гвинеји, 1993. године, и освојио 19,6% гласова. Победио је Лансана Конте. Кондеове присталице прогласиле су изборе неважећима, оптуживши Врховни суд да је поништио гласове у префектурама Канкан и Сигуири, где је Конде освојио више од 90% гласова.
На председничким изборима 1998. године, Конде је освојио 16,6% гласова. Два дана после избора, био је ухапшен под оптужбом да је покушавао дестабилизовати тренутну владу. Суђење је почело 2000. године, а Конде је био оптужен да је планирао атентат на тадашњег председника. Осуђен је на пет година затвора, али је пуштен 2001. уз забрану бављења политиком. После изласка из затвора, отишао је у Француску и вратио се у Гвинеју 2005. године.
Након смрти председника Контеа и пуча 28. децембра 2008. године, коначно је победио на председничким изборима 2010. године.
Дана 11. јула 2011. године, на њега је покушан атентат, када је група непознатих лица засула мецима председничку резиденцију. Атентатори су потерани након доласка појачања. Три дана касније, 38. војника је ухапшено због покушаја атентата.
Против њега је 5. септембра 2021. извршен војни удар, након чега је војска преузела управљање Гвинејом.
Америчко министарство финансија објавило је 9. децембра 2022. списак од више од четрдесет личности које су на мети санкција због дела корупције и кршења људских права. Међу циљевима Канцеларије за контролу стране имовине (ОФАЦ), орган финансијске контроле Министарства трезора је Алпха Цонде..